# Dolina Środkowej Warty
Dolina Środkowej Warty – obszar specjalnej ochrony ptaków położony w województwie łódzkim i wielkopolskim. Obejmuje on obszar powiatów: tureckiego, wrzesińskiego, słupeckiego, jarocińskiego, konińskiego, poddębickiego, średzkiego, kolskiego oraz konińskiego. Jego łączna powierzchnia wynosi 57104 ha.
Gatunkami chronionymi są: bocian biały, kropiatka, derkacz, kszyk, rycyk, kulik wielki, rybitwa białowąsa, rybitwa czarna, dudek, dzięcioł średni oraz podróżniczek.

## Podstawa prawna
- Rozporządzenie Ministra Środowiska z dnia 21 lipca 2004 r. w sprawie obszarów specjalnej ochrony ptaków Natura 2000[3]
- Sporządzenie planów zadań ochronnych dla obszarów Natura 2000: Dolina Środkowej Warty PLB300002, Jezioro Kaliszańskie PLH300044, Jodły Ostrzeszowskie PLH300059 i Zamorze Pniewskie PLH300036[4]
- Zarządzenie Regionalnego Dyrektora Ochrony Środowiska w Poznaniu z dnia 22 lutego 2022 r. w sprawie ustanowienia planu zadań ochronnych dla obszaru Natura 2000 Dolina Środkowej Warty PLB300002[5]